# Bazalnocelični karcinom
Bazálnocélični karcinóm (BCK) ali bazalióm je počasi rastoč karcinom nizke stopnje malignosti, ki nastane iz bazalnih celic pokožnice. Najpogosteje se pojavlja v predelu glave in vratu, redkeje na trupu ali okončinah. Gre za najpogostejšo obliko kožnega raka. Ponavadi se kaže kot neboleč privzdignjen predel kože, ki je lahko na videz svetleč, z vidnimi drobnimi žilicami. Prizadeti privzdignjeni predel kože je lahko tudi ulceriran. Kljub počasnem razraščanju lahko poškoduje kožo v okolnih predelih, vendar le redko zaseva in redko povzroči smrt.
Med dejavnike tveganja spadajo izpostavljenost ultravijolični svetlobi, svetla polt, obsevalno zdravljenje, dolgotrajna izpostavljenost arzenu in oslabelost imunskega sistema. Nevarna je zlasti izpostavljenost ultravijolični svetlobi v otroštvu. Solariji kot vir izpostavljenosti ultravijoličnemu sevanju so dodaten dejavnik tveganja. Diagnoza običajno temelji na telesnem pregledu prizadete kože, potrdi pa se z biopsijo vzorca lezije.
Ni potrjeno, da zaščita s kremami z zaščitnim faktorjem vpliva na tveganje za pojav bazalnoceličnega karcinoma. Zdravljenje se običajno opravi s kirurškim izrezom. Pri manjših lezijah zadošča enostaven izrez prizadetega tkiva, sicer se pa priporoča Mohsova operacija s sprotnim preverjanjem izrezanega tkiva, tako da se zagotovi izrez v zdravo. Druge možnosti zdravljenja so še krioterapija, kiretaža, elektrodisekacija, lokalno zdravljenje z zdravili (kemoterapija, imikvimod), fotodinamično zdravljenje, laserska operacija ... V redkih primerih, ko pride do razsoja bolezni, se lahko uporabi zdravljenje s kemoterapijo in tarčnimi zdravili (vismodegib).
Bazalnocelični karcinom predstavlja v svetu vsaj 32 % vseh primerov rakavih bolezni. Med nemelanomskimi raki kože predstavlja okoli 80 % vseh primerov. V Združenih državah Amerike tekom življenja zboli za bazalnoceličnim karcinomom med belci okoli 35 % moških in 25 % žensk.
Bazalnoceličn karcinom je poimenovan po bazalnih celicah, ki tvorijo najglobljo plast pokožnice. Nastane iz nediferenciiranih zarodnih celic interfolikularnega epidermisa.

## Znaki in simptomi
Lahko se pojavi kjerkoli na koži; najpogosteje, v okoli 80 %, se pojavlja v predelu glave in vratu, v okoli 15 % na trupu in v 5 % na okončinah. Običajno se pojavi na predhodno zdravi koži in prvotno ne povzroča simptomov, nekateri bolniki zaznavajo le blag srbež. Nato nastane vozličasta, voščeno prosojna, rahlo dvignjena, bledo rožnata lezija, pogosto so vidne razširjene žilice (telangiektazije). V centru velikokrat nastaja ulceracija zaradi razpadanja tkiva. Površinski bazalnocelični karcinom je lahko podoben ekcemu. Infiltrativni ali morfeaformni tip bazalnoceličnega raka se lahko kaže kot zadebeljena koža ali brazgotina, zato je lahko diagnoza le-teh zahtevnejša in lahko pri tem pomagata pregled lezije s tipanjem in mikroskopski pregled biopsijskega vzorca. Pogosto je le na osnovi izgleda težko ločiti bazalnocelični karcinom od nekaterih drugih kožnih bolezni in stanj, kot so brazgotina zaradi aken, aktinična elastoza in vnetje po nedavnem posegu s pomočjo krioterapije. Kadar je bazalnocelični karcinom pigmentiran ali ulceriran, včasih spominja na melanom.
- Bazalnocelični karcinom na hrbtu
- Bazalnocelični karcinom
- Bazalnocelični karcinom na zgornjem levem predelu hrbta; nodularni in mikronodularni tip; označen za biopsijo
- Dermoskopski prikaz bazalnoceličnega karcinoma z vidnimi žilicami

## Podtipi
Klinično je opisanih več različnih podtipov, med katerimi mnogi slabo sovpadajo s histološkim tipom. Po priporočilu francoske delovne skupine klinične oblike bazalnoceličnega karcinoma razdelimo na tri podtipe:
- nodularni − kaže kot papula ali nodus rožnate, rdeče ali biserne barve s teleangiektazijami na površini. Je najpogostejša klinična oblika, saj predstavlja približno 60 % vseh bazalnoceličnih karcinomov. Najpogostejši je na glavi, pojavlja se tudi na trupu in udih;
- površinsko rastoči (superficialni) − kaže se kot ploščat, tanek, dobro omejen eritematoskvamozen plak. Predstavlja okrog 30 % vseh bazalnoceličnih karcinomov. Največkrat se pojavi na trupu. Je najpogostejša oblika pri bolnikih, mlajših od 40 let;
- morfeiformni/ sklerozirajoči – čvrsta, brazgotini podobna, belkasta lezija z nejasnimi robovi. Predstavlja približno 10 % vseh bazalnoceličnih karcinomov. Največkrat se nahaja na glavi.

## Vzroki
Najpomembnejši vzročni dejavnik za nastanek kožnega raka je izpostavljenost UV-sevanju. Nevarna je zlasti izpostavljenost ultravijolični svetlobi v otroštvu. Poleg tega imajo večje tveganje za nastanek bazalnoceličnega karcinoma svetlopolti, svetlolasi, rdečelasi, ljudje s svetlimi očmi, tisti, ki so imeli opekline v otroštvu. Pomembni so tudi genski dejavniki; večje tveganje imajo bolniki z Gorlinovim sindromom in pigmentno kserodermo. Večje tveganje imajo tudi bolniki s kroničnimi vnetji kože ter bolniki, ki prejemajo imunosupresivno zdravljenje (najpogosteje po presaditvah organov). Tveganje povečujejo tudi izpostavljenost ionizirajočemu sevanju, rakotvornim snovem (npr. arzenu), obiskovanje solarijev in starost.

## Zdravljenje
Zlati standard zdravljenja bazalnoceličnega karcinoma je še vedno kirurški izrez tumorja, pri čemer je varnostni rob odvisen od tveganja za ponovitev bolezni. Pri manjših lezijah zadošča enostaven izrez prizadetega tkiva, sicer se pa priporoča Mohsova operacija s sprotnim preverjanjem izrezanega tkiva, tako da se zagotovi izrez v zdravo. Druge možnosti zdravljenja tumorjev z majhnim tveganjem za ponovitev so še krioterapija, kiretaža, elektrodisekacija, lokalno zdravljenje z zdravili (5-fluorouracil, imikvimod ...),  pri obsežnejših in multiplih spremembah pa se lahko izvede fotodinamsko zdravljenje ali obsevanje ...

### Kirurški izrez
Osnovno zdravljenje predstavlja kirurški poseg. Glavne prednosti kirurškega izreza bazalnoceličnega karcinoma so, da le-ta omogoči histološko preiskavo celotnega tumorja in s tem potrditev diagnoze, omogoči histološki pregled robov in s tem oceno ustreznosti kirurškega zdravljenja in zagotavlja zelo visok odstotek lokalnega nadzora bolezni, ki je višji kot pri nekirurških zdravljenjih. Izrez kože s tumorjem v lokalni anesteziji zagotavlja majhno tveganje za ponovitev bolezni. Za zagotovitev preprečitve bolezni je treba ob tumorju odstraniti tudi ustrezen pas oziroma varnostni rob zdrave kože. Poseg, zlasti obseg izrezanega roba zdrave kože, je odvisen od ocenjenega tveganja za ponovitev bolezni. Bazalnocelični karcinom z majhnim tveganjem za ponovitev se primarno izreže z 2–3-mm robom,  pri bazalnoceličnem karcinomu z večjim tveganje, klinično slabo omejenih tumorjih (na primer pri morfeiformnem/sklerozirajočem tipu), tumorjih večjih od 2 cm, lociranih na centralnem delu obraza ali uhljih, pa je potreben širši, 3-4-mm rob.

#### Mohsova operacija
Na centralnem delu obraza je pri klinično slabo omejenih tumorjih zaželena intraoperativna ocena robov z zmrzlim rezom ali po možnosti Mohsova mikrografska kirurgija. Mohsova operacija pride poštev pri številnih primarnih primerih BCK in zlasti pri ponovitvah bolezni, zlasti na glavi, vratu, spolovilih, dlaneh, stopalih in golenih. Mohsova operacija (Mohsova mikrografska kirurgija) je poseg, ki se izvaja ambulantno in jo je razvil Frederic E. Mohs v 30. letih prejšnjega stoletja. Tumor se pri tem posegu kirurško odstrani, vzorec se pa takoj mikroskopsko pregleda. Kirurški rob se tako sproti patološko opredeli in če mikroskopski pregled pokaže, da tumor še ni izrezan z ustreznim varnostnim robom, kirurg opravi nadaljnji izrez. Tehnika se uporablja tudi pri drugih vrstah kožnega raka (kot so ploščatocelični karcinom, melanom, atipični fibroksantom, protiberantni dermatofibrosarkom, karcinom Merklovih celic, mikrocistični i karcinom kožnih adneksov). Učinkovitost je običajno boljša kot pri drugih kirurških sli nekirurških oblikah zdravljenja.

### Krioterapija/kriokirurgija
Krioterapija/kriokirurgija temelji na povzročitvi selektivne nekroze tkiva z uporabo tekočega dušika pri temperaturi –196 °C. Kot uspešna metoda zdravljenja se uporablja za zdravljenje bazalnoceličnih karcinomov z majhnim tveganjem za ponovitev. Cilj krioterapije je doseči nekrozo tkiva v takem obsegu, kot bi
ga odstranili s kirurško ekscizijo. Ena od slabosti krioterapije pri zdravljenju bazalnoceličnega karcinoma je pomanjkanje zanesljivih dokazov o učinkovitosti v primerjavi s kirurškim izrezom in drugimi tehnikami. Tudi ni dokazov, ali kiretaža lezije pred kriokirurškim posegom izboljša izide.

### Radioterapija
Radioterapija oziroma obsevalno zdravljenje je ena izmed preizkušenih terapevtskih možnosti, ki ima v primerjavi s kirurgijo nekatere prednosti in slabosti. Prednosti so, da gre za neinvazivno metodo, ki ne zahteva anestezije ter ne temelji na fizični odstranitvi tkiva, kar prispeva k boljšemu estetskemu učinku, še posebej v primeru tumorjev v bližini oči, na nosu ali uhlju. Vendar pa pri zdravljenju z obsevanjem ni mogoče s histopatološko preiskavo vzorca preveriti, ali je bil v obsevalno polje vključen ves tumor, kot je to možno pri operaciji. Nadalje je trajanje zdravljenja v primerjavi s kirurgijo daljše, saj bolniki običajno prejmejo serijo dnevnih odmerkov in ne le enega odmerka sevanja. Neželeni učinki so omejeni na obsevano področje in zajemajo dermatitis, spremembe v pigmentaciji kože, atrofijo, teleangiektazije, fibrozno preobrazbo tkiva in v skrajnem primeru nekrozo. Zdravljenje z radioterapijo se pogosteje uporablja pri starejših bolnikih, pri katerih so morebitne spremembe v izgledu kože na mestu zdravljenja manj pomemben dejavnik in tudi tveganje za razvoj z obsevanjem izzvanim sekundarnim rakom kože je pri njih manjše. Bolj pogosto indikacijo za obsevanje predstavljajo tudi tumorji na uhlju, nosu, ustnici in v periorbitalnem področju, multipli kožni tumorji, večji in slabo omejeni tumorji, ter ponovitbe bolezni po predhodni operaciji. Obsevalno zdravljenje je lahko tudi oblika dopolnilnega zdravljenja po operaciji, kadar obstaja povečano tveganje za ponovitev bolezni (na primer po nepopolni odstranitvi tumorja, kadar ponovna operacija zaradi kozmetičnih ali funkcionalnih razlogov ni ustrezna).

### Sistemsko zdravljenje
V večini primerov lokalno zdravljenje zadostuje, v manjšem številu primerov pa imajo bolniki tudi lokalno napredovalo bolezen, izjemoma redko pa se razvijejo tudi oddaljeni zasevki. Če pride do lokalno napredovale ali razsejane bolezni, se uporabi sistemsko zdravljenje. Kemoterapija napredovale oblike velja načeloma za neučinkovito. Primernejša so tarčna zdravila, kamor spadata vismodegib in sonidegib, ki sta peroralna selektivna zaviralca signalne poti Hedgehog oziroma tako imenovana zaviralca ježkove poti. S selektivno vezavo na transmembranski protein SMO zavreta proces signalizacije po omenjeni signalni poti zavirata rast tumorja. Učinkovitost zdravljenja je potrjena v več kliničnih raziskavah.

## Epidemiologija
Bazalnocelični rak je najpogostejši rak kože pri svetlopoltem prebivalstvu in najpogostejši tako v svetu kot v Sloveniji. Najpogostejši je v skupini nemelanomskega kožnega raka in obenem med vsemi vrstami raka. Med nemelanomskimi raki kože predstavlja okoli 80 % vseh primerov, med vsemi primeri rakavih bolezni pa vsaj 32 %. Njegova pojavnost raste.